# Loch Fyne
Loch Fyne ist ein etwa 65 km langer Fjord an der Westküste von Argyll and Bute in Schottland. Er mündet in den Sound of Bute nördlich der Insel Arran. Über den Crinan Canal ist er mit dem Jura-Sund verbunden.
Loch Fyne ist ein beliebtes Ziel für Angler und Taucher. In dem Meeresarm leben Delphine und Robben. Im Sommer sind auch Riesenhaie zu finden. Touristen schätzen die Gegend für Bauwerke wie Inveraray Castle, die Motte von Kilfinane oder das verfallene Old Lachlan Castle. 
Bekannt ist Loch Fyne durch seine speziellen Austern. Dieser Fjord erhält einen ständigen Süßwasserzufluss, so dass der Salzgehalt im Vergleich zum Atlantik recht niedrig ist. Dies und die starken Gezeitenwechsel, welche ständig neues Plankton als Nahrung für die Austern liefern, sorgen für einen besonderen Geschmack der Austern im Vergleich zu herkömmlichen Sorten. Danach benannt ist das Unternehmen Loch Fyne Oysters.